# Alexander Ludwig
Alexander Ludwig (Vancouver, 7 mei 1992) is een Canadees acteur. 

## Levensloop
Ludwig werd geboren in Brits-Columbia. Hij is de oudste van vier broers en zussen, waaronder een tweeling. Zijn vader, Harald, is een zakenman, en zijn moeder, Sharlene, een voormalig actrice.
Hij is vooral bekend geworden door zijn rol van Will Stanton in The Dark is Rising, een op het gelijknamige boek van Susan Cooper gebaseerde film uit 2007. In mei 2009 speelde Ludwig een van de hoofdrollen in de remake van Race to Witch Mountain van Disney.